# 開放大學 (英國)
，是英國的遙距教育大學，於1969年建立，1971年1月招收第一批學生。該大學大部分的學生是住在英國的，但也有來自歐洲其他地方、非洲和遠東的學生。当中許多的學生（包括大學部及研究所的學生）都在校外接受遠距教學。研究所學生可以使用校內48公頃的土地以及各種實驗設施，來進行研究。大學行政部門位於英國東南部白金漢郡米爾頓凱恩斯的沃爾頓大廳，另外在英國其他地方設立了有13座區域中心，其餘的歐洲各國也大多設有該大學的區域考試中心。公開大學有授予學士學位和碩士學位，也有非學位類的證明，如文憑和證書，或繼續教育單位。該校有超過1,000名學者以及2500名行政人員、業務和支援人員。
公開大學有180,000名學生入學，其中包括了25,000名海外學生，若以學生數量來說，它是英國本土及歐洲最大的學術單位，並且也是世界上最大的大學之一。自從創校以來，已經有超過300萬學生修習過該大學所開設的課程。在英國政府所舉辦的國際學生滿意度調查，英國公開大學分別於2005年，2006年拿下第一，2007年第二的成績。
公開大學也是世界上兩所獲得美國中部各州高等教育委員會評鑑通過，且有學院機構進駐的學校之一，也獲得美國教育部長及高等教育委員會的認可。

## 校园

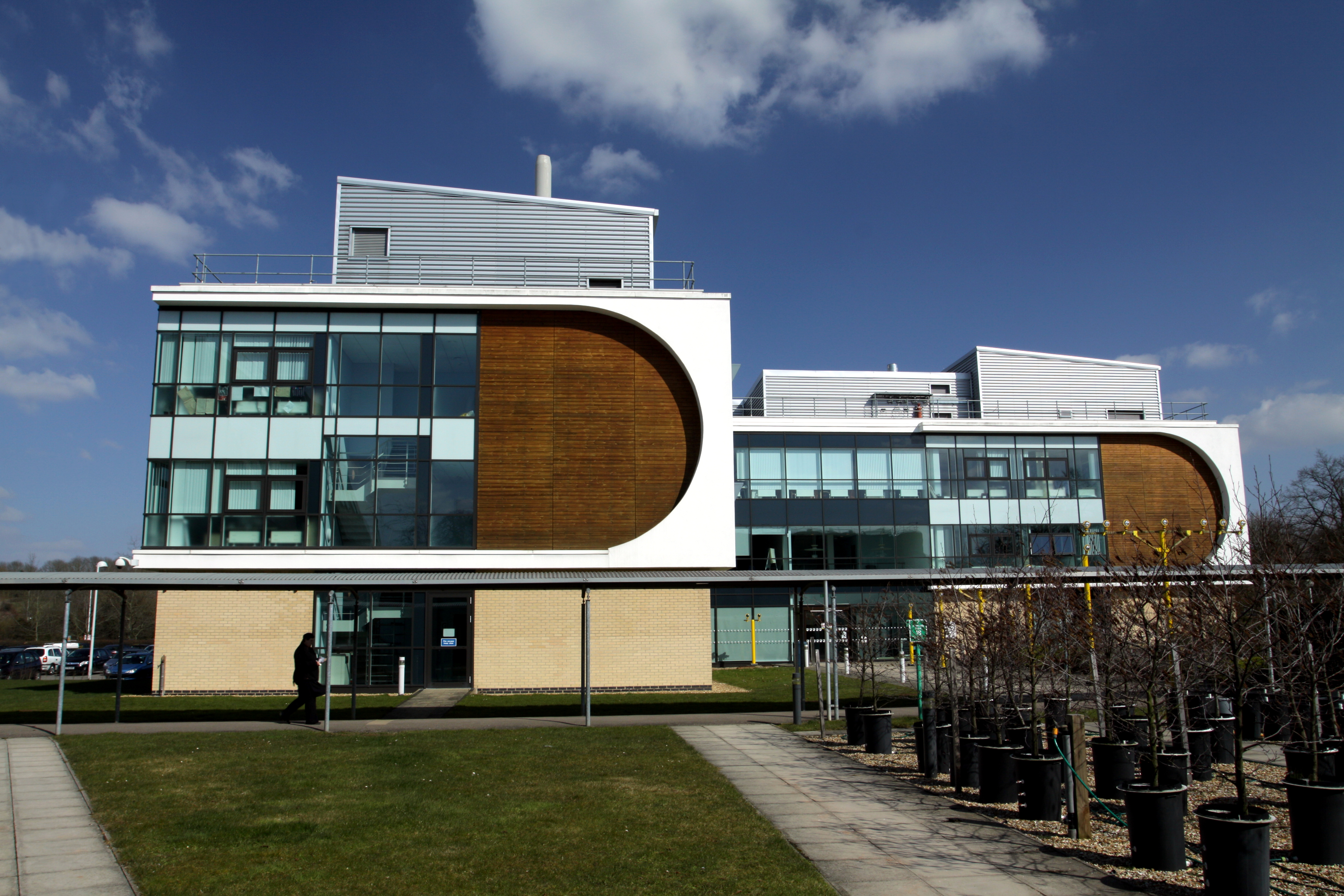
开放大学校舍

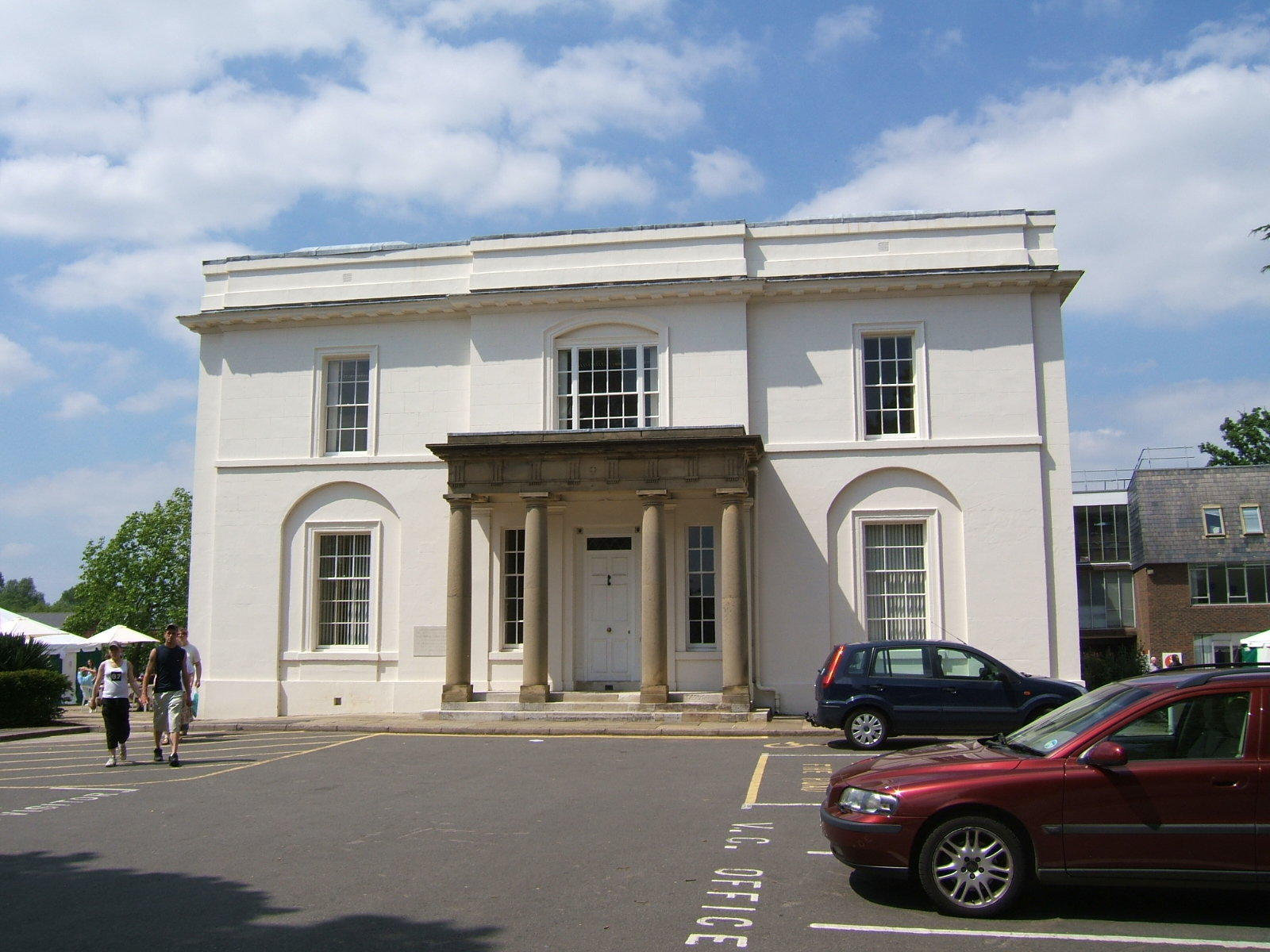
英国开放大学第二老校舍建筑

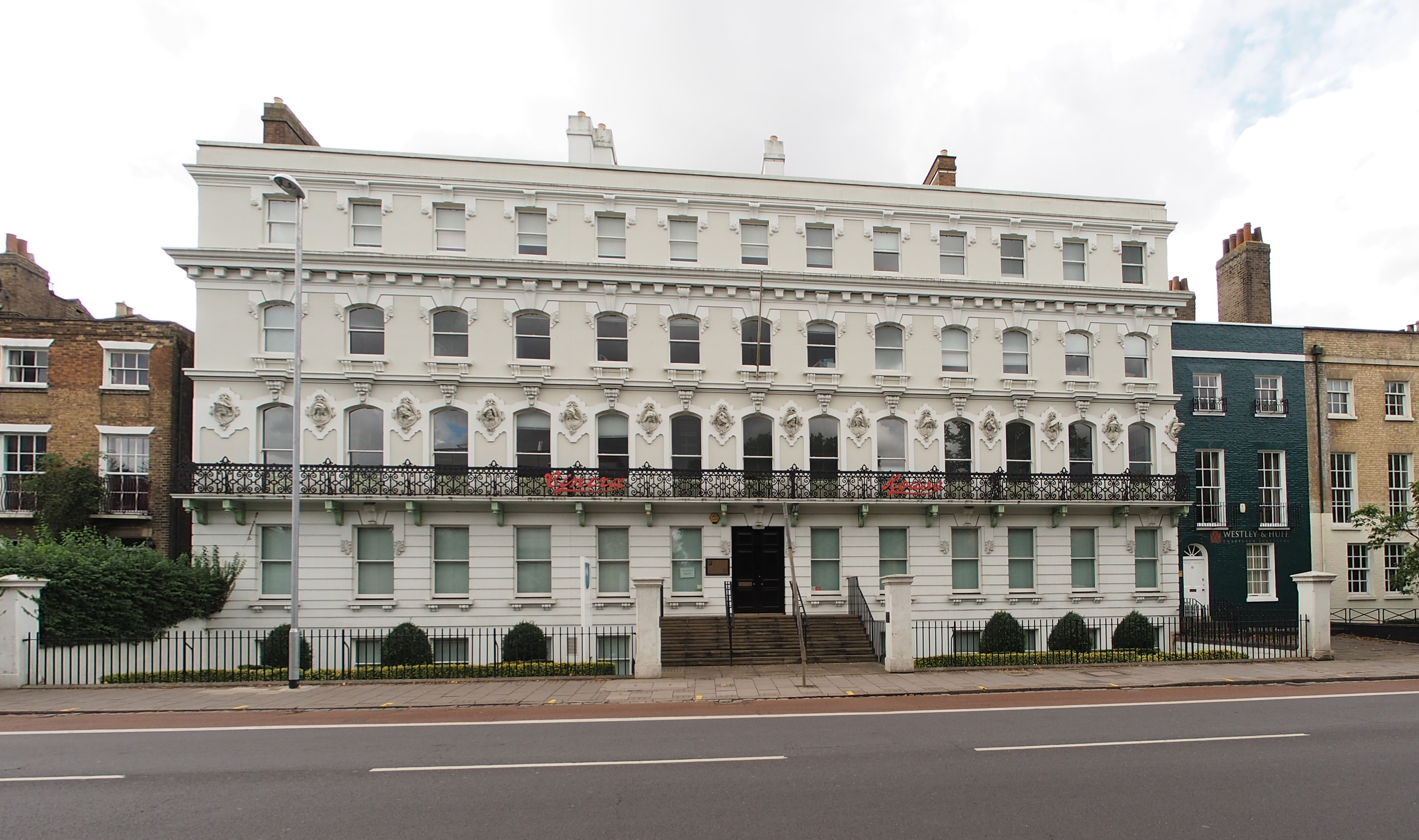
东英格兰校园建筑

## 外部連結
- Open University （页面存档备份，存于）– Main website
- H2G2 Open University Information （页面存档备份，存于） at the BBC